# 2010年中华人民共和国腐败案件
2010年中华人民共和国腐败案件，是指2010年间发生、揭发、审理或审判的中华人民共和国、中国共产党的贪污、腐败案件。

## 1月
- 1月15日，重庆市涉案金额最大的处级官员、受贿2226万元的前巫山县交通局局长晏大彬被执行死刑。其妻付尚芳犯洗钱罪被判处有期徒刑三年、缓刑五年，成为中国因替贪腐官员洗钱而被判刑的第一宗案例。

## 4月
- 4月14日下午，前重庆司法局长、党委书记文强被重庆市第五中级人民法院判处死刑，剥夺政治权利终身，并处没收个人全部财产。因犯受贿罪，包庇、纵容黑社会性质组织罪，巨额财产来源不明罪，强奸罪，数罪并罚。他的妻子周晓亚因犯有受贿罪同案受审，因具有自首情节，被减轻判处有期徒刑八年，并处没收个人财产人民币50万元。同时还有重庆市公安局刑警大队，交警大队和治安总队的副大队长等主要官员。

## 5月
- 5月19日，中国商务部原条约法律司巡视员郭京毅（1965年5月1日-）[1]，因受贿845多万元人民币，被判处死刑缓期执行，没收全部财产。商务部2003年成立以来，因贪污判刑的最高级别的官员。也是商务部第一大案。

## 7月
- 7月13日，中国移动高管，李向东出逃，携款达人民币3.4到4.5亿[2]。

## 9月
- 9月，河南南召国土局原局长王飞，因9次受贿9.5万元、232次侵吞公款11.5万余元被南阳市中级法院二审以贪污罪、受贿罪判处有期徒刑十年。

## 10月
- 10月18日，中共十七届五中全會審議並通過了中紀委關於康日新問題的審查報告，決定撤銷康日新中央委員會委員職務。康日新是中國核工業集團公司公司總經理、黨組書記。

## 12月
- 12月，因受贿罪被判10年有期徒刑的广东省江门市原副市长林崇中在违规保外就医一年后被重新收监，帮助林崇中伪造病情鉴定的河源市看守所民警吴景卫和指导员涂亚造被刑拘。
- 12月20日，辽宁省抚顺市原国土资源局顺城分局局长罗亚平被沈阳中级法院以受贿贪污等罪判处死刑。她贪污3300多万元，另外还有超过3000万元财产不能说明来源。